# Audiences provinciales
 (mai 2020).
Si vous disposez d'ouvrages ou d'articles de référence ou si vous connaissez des sites web de qualité traitant du thème abordé ici, merci de compléter l'article en donnant les références utiles à sa vérifiabilité et en les liant à la section « Notes et références ».

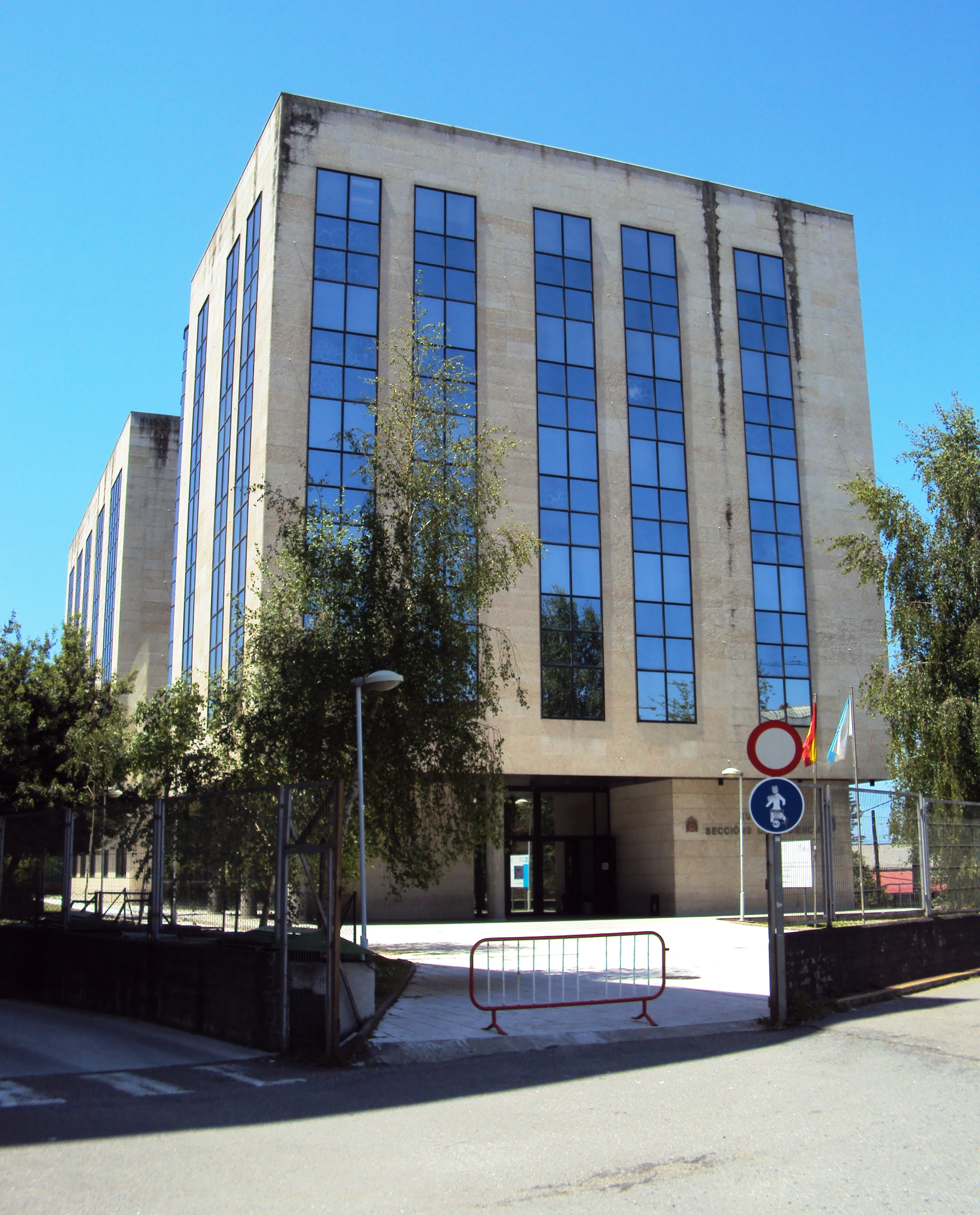
Audience provinciale de la ville de Vigo

Les Audiences provinciales (en espagnol : Audiencias Provinciales) sont des tribunaux provinciaux dont le siège est situé dans chacune des capitales des provinces d'Espagne.

## Fonctionnement
Elles traitent des affaires aussi bien civiles que pénales et sont structurées en sections composées de trois ou quatre magistrats, qui peuvent siéger ensemble ou individuellement selon la nature de l'affaire. 
Elles fonctionnent principalement comme des tribunaux de deuxième instance (c'est-à-dire des tribunaux qui traitent un premier niveau d'appel) pour tous les tribunaux de première instance et les organes d'arbitrage civil de chaque province espagnole.